# Landl (Gemeinde Werfen)
Landl ist ein Ort im Pongauer Salzachtal, Land Salzburg, und gehört zur Gemeinde Werfen im Bezirk Sankt Johann (Pongau).

## Geographie
Landl befindet sich etwa 17 km nördlich von St. Johann im Pongau und 3½ km nördlich Werfen Markt. Es liegt in der Tennecker Talweitung, am Fuß des Hagengebirges links der Salzach.
Die B 159 Salzachtal Straße passiert den Ort direkt (km 33,6–34,2).
|            | Sulzau                                      |      |
|            | Kompassrose, die auf Nachbargemeinden zeigt |      |
| Sulzerberg | Tenneck                                     | Wimm |

## Geschichte
Ursprünglich wurde die Ortslage Wimm genannt, verballhornt aus mittelhochdeutsch widem (zu Widmung), als ein der Pfarrkirche gestifteter Grundbesitz oder Gehöft. Hier befinden sich die Höfe Oberwimm, Mitterwimm, Unterwimm und Großwimm. Es handelt sich um Güter, die wohl schon früh  Pfarrwerfen zu Eigen gegeben wurden.
Der Ortsname Wimm ist aber auf die andere Salzachseite beziehungsweise nach Tenneck „abgewandert“, während sich auf jüngeren Karten hier der Name Landl findet, der wohl den kleinen durch Besitzung zusammengehörigen Talungsraum bezeichnet. Zwischenzeitlich war Landl der Hauptort der Ortschaft Sulzau, der heute eine Ortslage nördlich bezeichnet.
Zur Streusiedlung gehören heute auch die Gehöfte Ober- und Unterbirbaum und Ober- und Unterhagen südlich bei Tenneck.